# ماثيو تشيسمان
ماثيو تشيسمان (بالإنجليزية: Mathew Cheeseman)‏ هو لاعب كرة قدم وحكم كرة قدم أسترالي، ولد في 2 أبريل 1985 في برث في أستراليا.